# Phenacodes epipaschiodes
Phenacodes epipaschiodes là một loài bướm đêm trong họ Crambidae.